# Mal, Sălaj
Mal este un sat în comuna Sâg din județul Sălaj, Transilvania, România. Așezarea românească este atestată din evul mediu pe aceste meleaguri. Un cătun semnificativ de rromi, Mal 2, s-a format în ultimul veac în afara vetrei satului, între hotarele localităților, Mal, Tusa și Sârbi.

## Așezare

Mal în harta iosefină, 1769-1773, notat greşit „Totfalu”, nume folosit de administraţia de atunci pentru satul vecin Sârbi. Vatra satului este adunată pe Valea Malului. Pe vale, în sat, este marcată o moară pe malul stâng. Biserica de lemn care a ars în 1939 era așezată pe coastea ce domină satul pe malul drept al văii. Pe hartă se recunosc o parte din ulițele și drumurile de azi.

Vatra satului Mal în a doua hartă militară, 1868-1869, apare atât sub denumirea maghiară „Balláhaza” cât şi cea românească „Malu”.

Malul se intinde pe toata partea estică a comunei Sâg, învecinându-se cu satul Cizer pe partea de est, cu satul Ban spre nord, Sârbi spre apus și Tusa spre sud. Așezarea este accesibilă pe un drum asfaltat ce se desprinde din cel județean în localitatea Sâg. Drumul județean se leagă la drumul european E60 în localitatea Ciucea. În urma datelor recensământului din 2002 în Mal trăiau 1162 de locuitori, care sunt majoritatea de naționalitate română, religia ortodoxă fiind și ea majoritară. În marginea satului există o comunitate numeroasă de rromi, care formează un cătun distinct, cunoscut sub numele de Mal 2.
Relieful zonei este deluros și adesea împădurit, cu peisaje frumoase, tipice unei zone neexploatate industrial, factorii majori poluanți fiind inexistenți. Dealtfel exploatarea agricolă mecanizată nu a fost de o intensitate deosebită, din cele cinci sate ale comunei doar două (Sâg și Fizeș) fiind colectivizate până în anul 1989. Locurile sunt indicate iubitorilor de natură și călătorii, de pecuit și de vânat, oferind peisaje deosebite în toate anotimpurile anului. Aici se produce o băutură foarte vestită specifică locului: "pălinca de prune", un produs deosebit, care reprezintă județul Sălaj în România, satul Mal fiind printre producătorii reprezentativi dacă nu cel mai reprezentativ al mărcii originale din județ.

## Istoric
Cea mai veche atestare a așezării este din anul 1454. Satul a fost de-a lungul timpului proprietatea familiilor de magnați Bánffi și Báthori. La 1594 locuitorii din Mal erau conduși de crainicul Luca Ignat, subordonat voievodului ținutului Pecei. La fel ca în toate satele din împrejurimi, locuitorii de aici au ieșit de sub iobăgie în anul 1850. Locuitorii din Mal i-au sprijinit pe românii din Regat în timpul războiului de independență prin donații făcute Societății Crucii Roșii Române. În perioada comunistă, satul a fost ocolit de colectivizarea forțată.

## Personalități
Florian Mărcuș, din familia Mărcușeștilor, a fost vicecomite al Crasnei între anii 1862-1865 și unul dintre fruntașii politici ai românilor sălăjeni în perioada de emancipare națională de după 1848. 

## Imagini

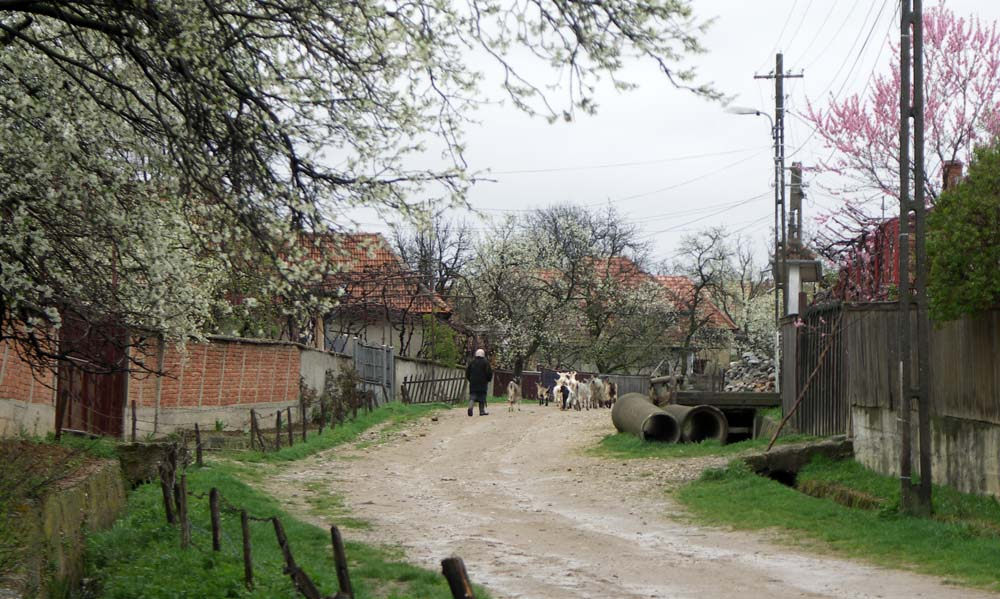
Pă uliţa Brejească, 2008
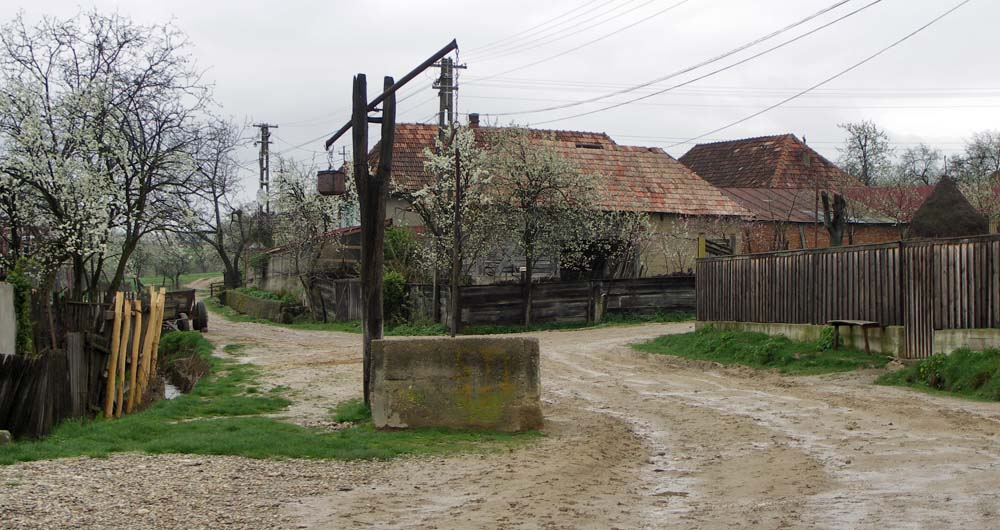
Fântână cu cumpănă, în drumul spre Cizer, 2008
Harta satelor de sub Meseş la 1883

## Legături externe

Panoramă peste Mal dinspre răsărit, 2008.